# Cogumelo porcino

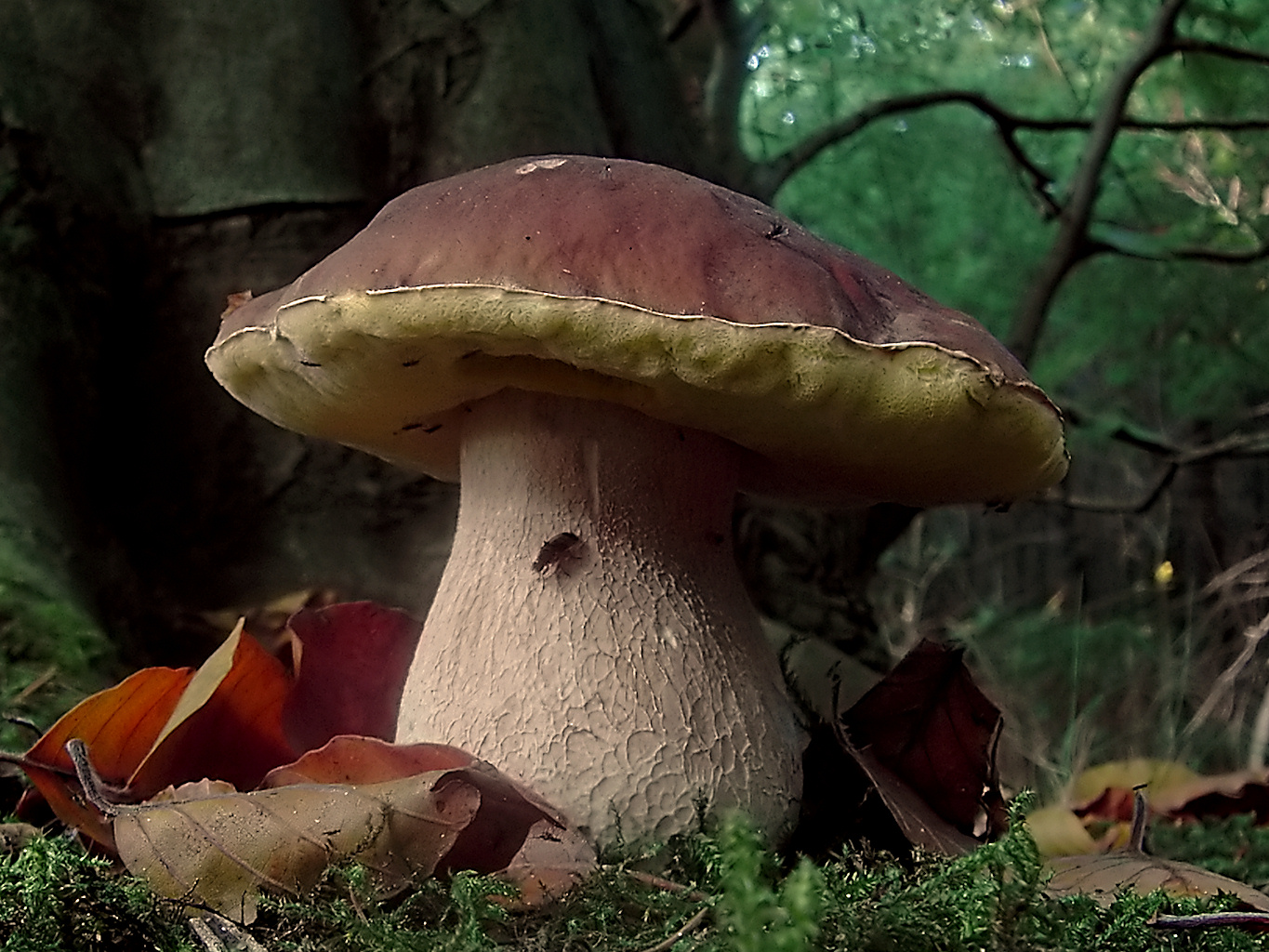
Boletus edulis

Porcino (plural em italiano porcini) é o nome comum de algumas espécies de cogumelos (fungos) comestíveis do gênero Boletus, freqüentemente atribuído a quatro espécies de AGARICUS cujas características morfológicas e orgânicas são similares.
Os cogumelos porcinos encontram-se sobretudo em bosques de carvalhos e de castanheiras das planícies e em bosques de faias e abetos de alta montanha. São fungos simbióticos e gregários, formando grupos de muitos exemplares.
Os antigos romanos davam a este cogumelo a denominação Suillus (suíno) por seu aspecto corpulento e maciço e o termo porcino é sua exata tradução. Podem atingir facilmente grandes dimensões, não sendo raros encontrar exemplares de peso superior a um ou dois quilogramas.
Os porcinos são raramente confundidos com outros fungos. Contudo, para evitar intoxicações, é importante verificar que sua "carne" seja branca e não mude de cor ao ser cortada. 